# Aura (album Tides From Nebula)
Aura – pierwszy album studyjny polskiego zespołu muzycznego Tides From Nebula. Wydawnictwo ukazało się 25 maja 2009 roku nakładem Rockers Publishing / Lou & Rocked Boys.
Sesja nagraniowa płyty odbyła się na przełomie lutego i marca 2009 roku w Squat Studio pod okiem Łukasza Żebrowskiego. Okładkę albumu przygotował portugalski artysta Helder Pedro.
Recenzenci płyty zwracali uwagę na to, że nie jest ona pozbawiona wad, szczególnie oryginalności, jednoczenie podkreślając to, że jest to "jedna z największych niespodzianek, jakie przytrafiły się polskiej muzyce okołometalowej w ciągu kilku ostatnich lat" i że charakterystyczny dla post-rocka brak wokalu "nie prowadzi do spadku zainteresowania słuchacza co świadczy o zdolnościach kompozytorskich muzyków".

## Lista utworów[6]
1. „Shall We?” - 06:24
2. „Sleepmonster” - 04:59
3. „Higgs Boson” - 06:06
4. „Svalbard” - 01:38
5. „Tragedy of Joseph Merrick” - 05:39
6. „Purr” - 04:17
7. „It Takes More Than One Kind of Telescope to See The Light” - 03:40
8. „When There Were No Connections” - 05:45
9. „Apricot” - 05:14

## Twórcy[6]
- Adam Waleszyński
- Maciej Karbowski
- Przemek Węgłowski
- Tomasz Stołowski